# Britax Römer
Britax Römer est un fabricant spécialisé dans la sécurité des enfants (sièges auto et vélo pour enfants, poussettes et Travel System). Le siège européen de l’entreprise se situe à Ulm (Bade-Wurtemberg) et la société dispose de neuf filiales dans le monde. Britax Römer est membre de l'association européenne des équipementiers automobiles, le CLEPA.

## Historique
Britax-Römer est né en 1978 de la fusion de la marque allemande Römer avec la marque anglaise Britax. L’entreprise Römer, sise à Ulm, a été fondée dans les années 1930 et s’est spécialisée dans les années 1970 dans la sécurité enfants. Au cours des années 1980 et 1990, elle s’est développée entre autres aux États-Unis, en Australie, en Nouvelle-Zélande, en Scandinavie et au Moyen-Orient. 
Grâce à ses neuf filiales dans le monde, Britax Römer est aujourd’hui une entreprise à portée internationale [réf. nécessaire].

## Produits

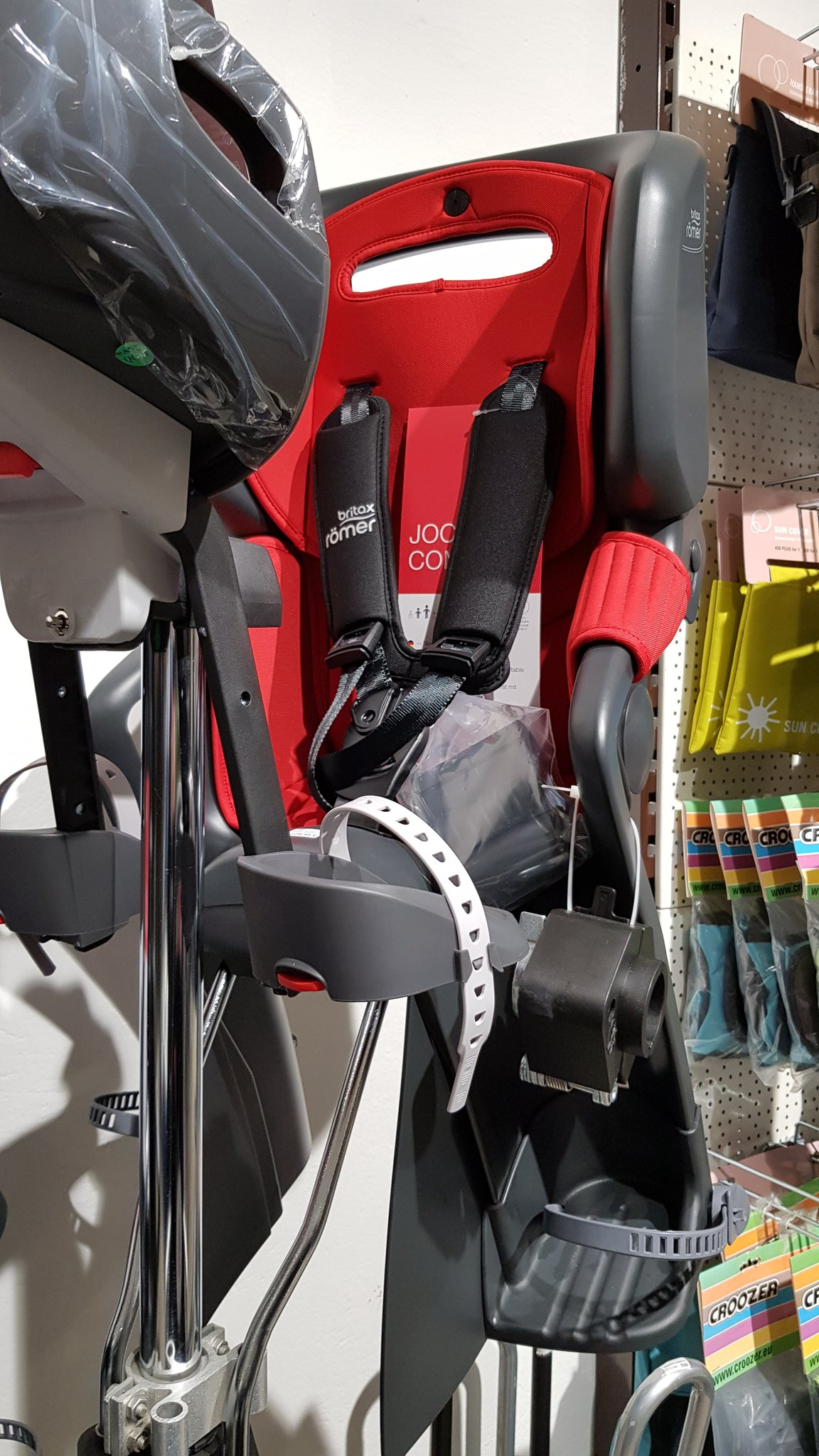
Siège vélo pour enfant de Britax Römer.

Le premier siège pour enfants, appelé « Römer Peggy », a été commercialisé en 1973.
Britax Römer fabrique divers produits et systèmes de sécurité pour le transport des bébés et des enfants jusqu’à l’âge de 10 ans :
- sièges auto pour enfants et coques bébés ;
- sièges vélo pour enfants ;
- porte-bébé ;
- poussettes ;
- travel systems ;
- accessoires.

## Innovations techniques
En collaboration avec le fabricant d’automobiles Volkswagen AG, Britax Römer a développé le système d‘ancrage Isofix, qui est devenu obligatoire dans tous les véhicules neufs vendus depuis février 2011 en France. Tenant compte du fait que près d’un quart des forces exercées sur un véhicule en cas d’accident proviennent des côtés, Britax Römer a développé en 2010 la technologie SICT (Side Impact Cushion Technology). Cette technologie SICT est basée sur des coussins remplis d’air qui absorbent l’énergie sur les deux côtés du siège enfant, offrant ainsi une meilleure protection en cas de choc latéral. À ce jour, l’entreprise possède plus de 30 brevets en Europe et plus de 100 dans le monde entier.
En 2012, Britax Römer lance la technologie Isofix+ pour protéger encore mieux les enfants en réduisant considérablement les mouvements de basculement et de rotation en cas d’accident

## Sites
- Britax Childcare, Melbourne, Australie
- Britax Pohjolan Lapset, Helsinki, Finlande
- Britax Puériculture, Paris, France
- Britax Römer, Ulm, Allemagne
- Britax Excelsior, Andover, Grande-Bretagne
- Britax Childcare, Hong Kong
- Britax Childcare, Glenfield, Nouvelle-Zélande
- Britax Nordiska Barn, Kista, Suède
- Britax Child Safety, Charlotte, États-Unis